# Frigga Peak
Frigga Peak är en bergstopp i Antarktis. Den ligger i Västantarktis. Argentina, Chile och Storbritannien gör anspråk på området. Toppen på Frigga Peak är 1 570 meter över havet.
Terrängen runt Frigga Peak är huvudsakligen lite bergig.  Trakten är obefolkad. Det finns inga samhällen i närheten.